# Jacques Rouffio
Jacques Rouffio (Marsiglia, 14 agosto 1928 – Sèvres, 8 luglio 2016) è stato un regista e sceneggiatore francese.

## Filmografia

### Regista
- L'horizon (1967)
- I baroni della medicina (Sept morts sur ordonnance) (1975)
- Vivere giovane (Violette & François) (1977)
- Zucchero - Un dolce imbroglio (Le Sucre) (1978)
- La signora è di passaggio (La passante du Sans Souci) (1982)
- Mon beau-frère a tué ma sœur (1986)
- L'état de grâce (1986)
- L'Argent - film TV (1988)
- L'orchestre rouge (1989)
- Le stagiaire - film TV (1991)
- Jules Ferry - film TV (1993)
- V'la l'cinéma ou le roman de Charles Pathé - film TV (1995)

### Sceneggiatore
- Sirokkó, regia di Miklós Jancsó (1969)
- Trio infernale (Le trio infernal), regia di Francis Girod (1974)
- Tre simpatiche carogne (René la canne), regia di Francis Girod (1977)